# Arcuator munroi
Arcuator munroi är en tvåvingeart som beskrevs av Curtis W. Sabrosky 1985. Arcuator munroi ingår i släktet Arcuator och familjen fritflugor. Inga underarter finns listade i Catalogue of Life.